# Vossloh
Basé à Werdohl, en Allemagne, Vossloh AG est un acteur majeur du secteur des infrastructures ferroviaires dans le monde. Cette entreprise propose des systèmes de fixation de rails, des traverses en béton, des systèmes d'aiguillages et toute une gamme de services liés aux rails et aux aiguillages. Elle fait partie de l'indice boursier allemand SDAX.

## Historique

### De la création aux années 1930
Le groupe doit son nom à Eduard Vossloh, né le 29 novembre 1848 à Werdohl (Westphalie, Allemagne). Après s’être formé au métier de forgeron, il reçoit en 1883 la première commande des chemins de fer du royaume de Prusse pour la fabrication de rondelles-ressorts destinées à la fixation des rails. Le 11 juillet 1888, l’entreprise Eduard Vossloh, basée à Werdohl, est inscrite au registre du commerce du Tribunal cantonal d’Altena. Elle accroît alors ses moyens de production et, outre les rondelles-ressorts, se lance également dans la fabrication de tringles et d'autres objets en fer. Eduard Vossloh décède en 1899. L’entreprise passe alors aux mains de ses cinq enfants sous la forme d'une société en nom collectif, dirigée dans un premier temps par Eduard jr. et Wilhelm, fils d’Eduard Vossloh. En 1909, son statut change pour devenir une société en commandite, dont Hermine, fille du fondateur, est la commanditaire. Vossloh AG est aujourd’hui encore basée à Werdohl, de même que la société Vossloh Fastening Systems GmbH (appartenant à la division Core Components).
À l’aube de la Première Guerre mondiale, la société Vossloh KG compte déjà 250 employés. En 1919, l’entreprise abandonne ses activités de forge et s’oriente vers la fabrication de fils et de tubes qui nécessite la mise en place d’installations de laminage. Dans les années 1920, plusieurs lignes de produits sont séparées de l’entreprise pour devenir des sociétés à part entière, fonctionnant comme des sociétés commerciales (les objets de décoration Appel & Pfannschmidt, à Cassel, la société Hansa Metallwarengesellschaft Thiessen & Hager, à Hambourg, et la société Metag, à Cologne, également implantée aux Pays-Bas et en Espagne). À cette époque, la gamme de produits comprend des objets de décoration et des douilles pour les lampes à incandescence d’Edison. En 1927, Karl Vossloh, ingénieur, dépose un brevet pour une rondelle-ressort à forte Tension.

### Les années 1930, la Seconde Guerre mondiale et l’après-guerre
En 1930, les activités de l’entreprise sont regroupées sous une même entité : Vossloh-Werke GmbH. Toutefois, les sociétés commerciales, qui deviennent alors des filiales, conservent leur autonomie. En 1937, le groupe installe une grande partie de ses activités à Lüdenscheid, près de Werdohl. Avec la Seconde Guerre mondiale, de nombreux locaux sont détruits en 1945 sur le site de Werdohl et la production s’effondre. Avec la perte des territoires orientaux, plusieurs sites, comme ceux de Breslau et de Königsberg, ne font plus partie de l’entreprise.
En 1946, le gouvernement militaire donne son accord pour la reprise de la production. L'usine Vossloh de Lüdenscheid est alors le seul fabricant en Europe de douilles pour tubes fluorescents. À cette époque, les tubes fluorescents et les fixations de rail comptent parmi les produits les plus rentables. Le personnel de Vossloh s’accroît pour atteindre environ 500 employés. En 1958, Hans Vossloh prend la direction de l’entreprise.

### Les années 1960: développement de l’attache élastique
En août 1962, Vossloh installe son premier site de production à l’étranger : Vossloh S.p.A., à Sarsina, en Italie. Au début des années 1960, l’ensemble des sites Vossloh emploient 1 300 salariés, tandis que 500 personnes travaillent dans des entreprises affiliées. À Lüdenscheid, une nouvelle usine spécialisée dans le traitement des plastiques voit le jour.
L'année 1967 représente une année charnière pour le groupe. C’est en effet l’année où Hermann Meier met au point l’attache élastique pour la fixation des rails. Vossloh obtient l’autorisation pour sa fabrication et lance la production la même année. L’année suivante, la Deutsche Bundesbahn construit le premier tronçon d’essai équipé de ces nouvelles fixations, qui restent aujourd'hui encore une référence mondiale pour les applications ferroviaires,,

### Les années 1980 et 1990: croissance et entrée en bourse
Vossloh poursuit sa croissance mondiale et crée en 1982, à Singapour, une société spécialisée dans la vente de douilles. Puis, au terme de longues négociations, Vossloh fait l’acquisition de la société allemande Schwabe GmbH, à Urbach, avec des participations en France et en Espagne. Par la suite, le groupe crée sa première filiale dans le secteur du luminaire aux États-Unis : Vossloh Inc., à Pittsburgh.
En 1989, Vossloh décide de transformer Vossloh-Werke GmbH en société anonyme. Le groupe est alors restructuré à partir de la société anonyme pour séparer les différentes activités. La société holding assure le rôle financier et les fonctions de gestion pour les trois différents secteurs: Vossloh-Werke GmbH, à Werdohl (superstructures ferroviaires et rondelles-ressorts), Vossloh-Schwabe GmbH, à Urbach (blocs d'alimentation, douilles, composants pour luminaires), et Hansa Metallwarengesellschaft mbH Thiessen & Hager (décoration et protection contre le soleil).
Le groupe coté en bourse que l’on connaît aujourd’hui voit le jour en 1990. Vossloh AG entre en effet en bourse le 13 juin 1990 avec un capital social de 25 millions de deutschemarks, réparti en 500 000 actions vendues au prix de 420 deutschemarks. Heinz Hermann Thiele est aujourd'hui l'actionnaire principal de Vossloh AG. La famille Vossloh a cédé la majeure partie de ses actions en 2013.
Dans les années 1990, la croissance de l’entreprise reprend. Un site est créé en Thaïlande (Vossloh-Schwabe Thailand Ltd.), bientôt suivi par des filiales en Roumanie, en Inde et en Tunisie. En 1995, Vossloh AG fait l’acquisition de W. Hegenscheidt GmbH et de Hoesch Maschinenfabrik Deutschland GmbH, deux fabricants de machines pour essieux de véhicules ferroviaires. En 1997, l’action Vossloh AG entre dans l’indice MDAX, où elle reste jusqu’en mars 2013, date à laquelle elle est alors cotée au SDAX. L’année suivante, Vossloh System-Technik GmbH fait l’acquisition de la société MAN Systemelektronik, sise à Karlsfeld, et accroît ainsi sa gamme de produits avec des systèmes d'information des passagers. En commun avec la société VOEST-Alpine Stahl AG (VA Stahl), Vossloh rachète la majorité des actions de la société autrichienne VAE, leader mondial des aiguillages. La même année, Vossloh fait également l’acquisition de Siemens Schienenfahrzeugtechnik (SFT), basée à Kiel, en Allemagne. C’est là que la filiale Vossloh Locomotives, installée dans l’ancienne usine de la société MaK (Maschinenbau Kiel), construit des locomotives Diesel à moteur Diesel-hydraulique et Diesel-électrique.

### Vossloh au début du nouveau millénaire
En 2000, Vossloh conclut un partenariat avec la société britannique Angel Trains Limited et crée Locomotion Capital Ltd. (avec une participation de 10%), dont le siège est installé à Londres, ainsi que Locomotion Service GmbH (avec une participation de 90 %), basée à Kiel. En 2002, le groupe vend sa branche Luminaire Vossloh-Schwabe et cède une part de 45 % du constructeur d’aiguillages VAE. La même année, Vossloh fait l’acquisition du constructeur d'aiguillages français Cogifer, ce qui lui permet de se positionner à la fois comme fournisseur de systèmes et prestataire de services liés aux infrastructures de rails. Sur son site alsacien, à Reichshoffen, où la Société de Construction et d’Embranchements Industriels (SEI) spécialisée dans les aiguillages avait été créée en 1904, se trouve encore aujourd’hui l’un des sites de production d'aiguillages français les plus importants, ainsi que le pôle technologique de Vossloh Cogifer.
Par ailleurs, Vossloh AG signe en 2002 un contrat pour racheter le groupe Kiepe Elektrik, basé à Düsseldorf, en Allemagne, ainsi que Skamo, leader polonais des fixations de rails. Fort de ces acquisitions, Vossloh accroît de façon stratégique sa gamme de produits et de services dans le domaine des technologies de transport. En 2004, l’entreprise rachète la branche Locomotives Diesel d’Alstom, basée à Valence, en Espagne, où sont désormais construites les locomotives Diesel-électriques. Les usines de Kiel et Valence constituent des entreprises indépendantes. Les années suivantes, Vossloh poursuit sa croissance en créant plusieurs filiales et en effectuant des acquisitions notamment en Turquie, en Australie, en Inde et sur le marché nord-américain. Dans le cadre de sa réorientation stratégique visant à former un groupe centré sur les technologies de transport, la filiale Vossloh Information Technologies GmbH est cédée en 2007 à la société Funkwerk AG.
Début 2010, Vossloh rachète trois entreprises spécialisées dans la construction de voies et leur entretien (les sociétés du groupe Stahlberg-Roensch intervenant dans le secteur des services liés aux rails, la société LOG Logistikgesellschaft Gleisbau mbH et la société ISB Instandhaltungssysteme Bahn GmbH du groupe Contrack), ce qui lui permet de créer un nouveau secteur d'activités, Vossloh Rail Services (dénommé par la suite « Lifecycle Solutions »). Ces rachats comprennent sept sites allemands spécialisés dans les solutions complexes de logistique et de soudage, ainsi que dans l’entretien préventif des rails,.

### La décennie en cours: réorientation du groupe
La restructuration globale du groupe et son repositionnement sur le marché permettent à Vossloh de concentrer ses activités sur les infrastructures ferroviaires. Ainsi, la division Transportation ne fait plus partie du cœur de métier du groupe depuis fin 2014 et doit être cédée en l’état.
En novembre 2015, Vossloh annonce la vente de sa filiale espagnole Vossloh Rail Vehicles (l'ancienne Macosa, puis, jusqu’en 2005, Alstom), basée à Valence, à l’entreprise suisse Stadler Rail. Vossloh signe ensuite un contrat de cession en décembre 2016 pour vendre en janvier 2017 sa branche Systèmes électriques à la société Knorr Bremse AG,.
L’office fédéral de lutte contre les cartels a accepté en avril 2020, la vente de la filiale Vossloh Locomotives GmbH Kiel, constructeur de locomotives de manœuvres, à la société chinoise CRRC Zhuzhou Locomotives Co, filiale de China Railway Rolling Stock Corporation Ltd.
Le secteur d'activités le plus récent de Vossloh est Vossloh Tie Technologies (Core Components). Le contrat d'acquisition de Rocla Concrete Tie, Inc., basée à Lakewood, au Colorado, est signé le 5 décembre 2016 avec son ancien propriétaire, Altus Capital Partners II et début 2017, l’acquisition de Rocla devient effective. Depuis 1986, cette entreprise nord-américaine fournit surtout à des clients du marché américain des traverses en béton,.

## Activités commerciales
Acteur majeur de l’industrie ferroviaire dans le monde, Vossloh concentre ses activités sur les produits et les services destinés au secteur des infrastructures qui forment le cœur de métier du groupe et se répartissent sur trois divisions distinctes : Core Components, Customized Modules et Lifecycle Solutions. Son offre regroupe des solutions complètes d’infrastructures pour le transport ferroviaire moderne.
Ses clients sont essentiellement des compagnies publiques et privées, des exploitants de réseau et des opérateurs régionaux et municipaux.
Concernant les fixations de rail et les systèmes d'aiguillage, Vossloh fait partie des principaux fournisseurs dans le monde. Pour les traverses de voies en béton, Vossloh est le premier constructeur d’Amérique du Nord. Enfin, dans le domaine de la maintenance préventive des rails, Vossloh dispose d’une technologique unique au monde pour le meulage ultra-rapide (High Speed Grinding).
Vossloh comprend quatre divisions, l’une d’elles, Transportation, ne faisant plus partie de ses activités principales depuis l’adoption de la nouvelle stratégie fin 2014. Cette division comprend la conception et la construction de locomotives Diesel et offre tous les services nécessaires à la maintenance et à l’entretien des locomotives.
Les différentes entreprises sont gérées par Vossloh AG sous forme de holding et font partie de la marque Vossloh. Les principaux sites de production européens de Vossloh se trouvent en Allemagne, en France, au Luxembourg, en Pologne et en Scandinavie. De plus, le groupe possède des filiales en Asie, en Amérique du Nord, en Amérique du Sud, en Australie et en Russie.
Les marchés cibles comptent notamment la Chine, les États-Unis, l’Europe occidentale et la Russie.

## Commandes récentes et développements importants
- Des rails générant moins de bruit dans les métropoles chinoises : le système 336 Duo est déjà utilisé sur plusieurs lignes de métro en Chine, notamment sur les aiguillages de la ligne 7 à Pékin et sur des tronçons particulièrement délicats de la ligne 2 de Suzhou, à l’est du pays. Spécialement conçu pour le transport urbain chinois, ce système de fixation est compatible avec les voies locales et possède des propriétés d'amortissement exceptionnelles. La nouvelle structure du produit et la plaque intermédiaire en cellentic ont permis de réduire le niveau de vibrations de 5,65 dB (A) au niveau de la paroi du tunnel après la mise en place des nouveaux systèmes de fixation. Pour un tronçon de 7,7 km de la ligne Haizhu de la métropole de Guangzhou, au sud-est du pays, qui compte 11 millions d’habitants, l’opérateur ferroviaire local a chargé Vossloh de l’entretien de ses voies avec le système HSG-city. Le meulage des rails s’est traduit par une réduction du niveau de vibrations de 4 dB (A)[13].
- En 2016, la division Core Components a remporté des marchés importants en Chine, en Italie et en Arabie Saoudite[14]. Depuis 2007, Vossloh est représenté en Chine dans la ville de Kunshan avec son propre site de production et constitue sur ce marché l’un des principaux fournisseurs de systèmes de fixation pour les lignes à grande vitesse. Les systèmes de fixation grande vitesse, d'une valeur de 50 millions d’euros, seront livrés en 2017 en deux tranches. C’est d’abord le tronçon qui relie Qingdao à Jinan, une partie de la liaison de 700 km qui va de Qingdao sur la côte orientale à Taiyuan, au sud-ouest de Pékin, qui sera équipé. Sur ce tronçon, les trains pourront atteindre une vitesse de 250 km/h. Puis, cette ligne sera reliée, au niveau de Jinan, à la liaison nord-sud qui va de Pékin à Shanghai[15].
- En 2017, la LGV Tours-Bordeaux, longue de 340 km, doit entrer en service. La LGV Sud Europe Atlantique est conçue pour une vitesse pouvant aller jusqu’à 320 km/h. Vossloh remplit les exigences de charges de transport élevées sur la superstructure ballastée, conçue pour des vitesses supérieures à 300 km/h. C’est pourquoi les constructeurs de voies français TSO et ETF ont conclu en 2012, avec Vossloh, un partenariat portant sur des systèmes d'aiguillages intégralement équipés et sur des systèmes de fixation de rails. Depuis octobre 2014, Vossloh fournit des aiguillages, des appareils de voie, des produits de signalisation et des systèmes de fixation[16],[17].

- Depuis 2013, l’opérateur ferroviaire suédois Trafikverket centralise et gère toutes les livraisons d'aiguillages. Les gros convois d'aiguillages ont permis de raccourcir considérablement la durée des travaux de construction de voie[18].

- Depuis le 3 octobre 2016, le train meuleur HSG effectue régulièrement une maintenance préventive des rails dans le tunnel de base du Saint-Gothard. Depuis la signature de l’accord-cadre, les Chemins de fer fédéraux suisses font également appel à la technologie HSG (High Speed Grinding) pour l’entretien préventif de leurs voies. Aujourd’hui, ce procédé est utilisé sur presque toutes les lignes principales du réseau ferroviaire allemand (DB Netz AG), sans occasionner une seule interruption de trafic, et fait partie intégrante de la stratégie de maintenance préventive de la Deutsche Bahn[19]. En Chine, il a également fait ses preuves et est utilisé sur diverses lignes dédiées uniquement au transport de passagers, où les trains peuvent circuler à 380 km/h. Vossloh a été la première entreprise en 2013 à offrir ses services sur les lignes chinoises à grande vitesse[20]. La technologie HSG est également utilisée dans un autre pays d’Asie, ainsi que dans cinq autres pays européens, outre l’Allemagne et la Suisse.

## Structure de l’entreprise
Le groupe Vossloh est composé de quatre divisions. Son cœur de métier, qui porte sur les infrastructures ferroviaires, sont au service des trois divisions Core Components, Customized Modules et Lifecycle Solutions, qui répartissent l’offre du groupe en trois catégories : produits (de série), gestion de projets et entretien. La quatrième division - Transportation - ne fait plus partie des activités principales de Vossloh depuis l’adoption de la nouvelle stratégie fin 2014.

### Core Components
La division Core Components comprend les secteurs d’activités Vossloh Fastening Systems et Vossloh Tie Technologies, chargés de la fabrication à grande échelle de produits de série développés par Vossloh, comme les systèmes de fixation de rails et les traverses en béton, utilisés en très grande quantité dans des projets d’infrastructures ferroviaires.
Vossloh Fastening Systems, dont le siège est à Werdohl et qui possède d'autres sites de production en Pologne, aux États-Unis, en Chine et, à partir de fin 2017, en Russie, est depuis plus de 120 ans un fournisseur majeur de systèmes de fixation de rails. Les systèmes élastiques, qui se vissent et ne nécessitent aucune maintenance, sont adaptés à tous les profils de charge et à toutes les utilisations : voies sur ballast, voies sans ballast, grandes lignes et lignes régulières, grande vitesse, fret lourd et trafic ferroviaire régional. Pour les réseaux urbains, Vossloh a recours au cellentic, un matériau microcellulaire hyper élastique, ainsi qu’à des éléments de remplissage de cavité, autant de produits conçus et développés en interne par Vossloh et jouant un rôle essentiel dans la réduction du bruit. Ces produits sont aujourd’hui utilisés dans plus de 65 pays. Chaque année, 50 millions d'attaches élastiques quittent les sites de production Vossloh d’Europe, d’Asie et d’Amérique du Nord.
Vossloh Tie Technologies (anciennement Rocla Concrete Tie, Inc.) est le premier constructeur de traverses en béton d’Amérique du Nord. C’est également au sein de ce secteur que sont fabriqués
- des traverses d'aiguillages précontraintes,
- des éléments en béton pour les voies sans ballast et les systèmes de passage à niveau et
- des solutions LVT innovantes destinées à protéger efficacement contre les vibrations et nécessitant une maintenance réduite.

Six usines Vossloh implantées aux États-Unis et un site de production mexicain appartiennent à ce secteur d'activités. Vossloh peut ainsi se prévaloir d'une expérience de plusieurs décennies sur le marché américain. Sa clientèle comprend les grandes compagnies ferroviaires de classe 1, ainsi que des sociétés américaines de transport de passagers.

### Customized Modules
La division Customized Modules comprend l’ensemble des services du groupe portant sur la fabrication, l’installation et la maintenance de modules d’infrastructures réalisés sur mesure. Le secteur d'activités Switch Systems (Vossloh Cogifer) dépend de cette division.
Vossloh Cogifer est l’un des leaders mondiaux pour la fabrication, la commercialisation à l’international et la maintenance d’aiguillages. Depuis plus d'un siècle, Vossloh Cogifer équipe les réseaux ferroviaires avec des systèmes complets d'aiguillages et toute une série de composants, parmi lesquels :
- des techniques de signalisation ;
- des installations de commande d’aiguillages ;
- des systèmes de surveillance des voies ;
- des installations de téléphonie ferroviaire ;
- des cœurs de croisement en manganèse ;
- des lames d'aiguille spécialement forgées.

La gamme des applications comprend aussi bien des aiguillages standard, à grande vitesse ou spéciaux (charges lourdes), conformes à toutes les normes internationales, que des solutions pour les réseaux urbains. Cette division, dont le siège est basée à Rueil-Malmaison, a été créé en 2002 à la suite de l'acquisition par Vossloh du groupe français Cogifer. Vossloh Cogifer compte plus de 30 sites de production répartis dans 22 pays, notamment en France, aux États-Unis, en Suède, en Australie, au Luxembourg, en Pologne et en Grande-Bretagne.

### Lifecycle Solutions
Avec son pôle Rail Services, la division Lifecycle Solutions est spécialisée dans tous les services liés aux rails et aux aiguillages. Ils comprennent la soudure, le transport des rails longs et des modules complets d'aiguillages, l’entretien et la maintenance préventive des rails et des aiguillages et le retraitement et le recyclage des anciens rails. Ils incluent également la gestion du cycle de vie de tronçons entiers.
Cette filiale a été créée en 2010 avec le rachat de Stahlberg Roensch, basé à Seevetal, en Allemagne, de LOG Logistikgesellschaft Gleisbau mbH et de ISB Instandhaltungssysteme Bahn GmbH du groupe Contrack, basé à Hanovre. Les services proposés par Lifecycle Solutions viennent compléter l’offre des divisions Core Components et Customized Modules.
Son siège est situé à Hambourg-Harburg, mais elle possède plusieurs sites en Allemagne et à l’étranger.
La plupart de ses clients sont des fabricants de rails et des opérateurs de réseaux ferroviaires. En Allemagne, Vossloh Rail Services est déjà un fournisseur majeur de services liés aux rails. La technologie High Speed Grinding (meulage à grande vitesse) est à l’origine d’un procédé de meulage préventif qui permet d'allonger considérablement la durée de vie des rails (abrasion minimale, élimination précoce des défauts) et qui est plus économique que les procédés classiques (pas d'interruption du trafic grâce à une vitesse de meulage élevée - jusqu’à 80 km/h - et usure artificielle réduite). L'association d'une barre de meulage fixe et de meules tangentielles non entraînées et placées de biais par rapport au sens du déplacement assure une qualité de surface exempte de facettes et générant un minimum de bruit. Vossloh est ainsi la première entreprise privée de maintenance pour les lignes à grande vitesse du réseau ferroviaire chinois.

### Vossloh Transportation
La division Transportation propose aussi bien des locomotives Diesel destinées au service de triage et aux lignes principales que des services liés à la maintenance et à l’entretien des locomotives.
En Europe, Vossloh Locomotives est l'un des principaux constructeurs de locomotives Diesel pour le service de triage et les grandes lignes. Ce secteur d'activités appartient au groupe Vossloh depuis 1998. Il est basé à Kiel et possède des sites certifiés ECM/ECE en Allemagne, en France et en Italie. D'autres entreprises partenaires, notamment en Suède, font partie de ce réseau européen. À Kiel-Suchsdorf, un investissement total de 40 millions d’euros va permettre fin 2017 l’implantation d’un site de production ultra-moderne sur 18 000 m2. La finalisation de ces nouveaux ateliers doit par ailleurs marquer la cession de Vossloh Locomotives,.
Sur le site de Kiel, Vossloh Locomotives conçoit et construit des locomotives Diesel électriques et hydrauliques ultra-modernes à cabine moyenne, qui sont équipées de technologies respectueuses de l’environnement et autorisées dans de nombreux pays européens, permettant ainsi une utilisation transfrontalière souple. La gamme standard comprend notamment trois modèles Diesel-hydrauliques (G 6, G 12 / G 18) et deux modèles Diesel-électriques (versions DE, comme DE 12 / DE 18). La très populaire G 6 à triple essieu destinée au service de triage est le premier modèle de la gamme modulable. En 2016, Vossloh Locomotives a enregistré un niveau de commandes record : le marché remporté en France avec la livraison de 44 locomotives Diesel-électriques de type DE 18 a été déterminant,.
La gamme est par ailleurs complétée par toute une série de services liés à la maintenance et à l’entretien des locomotives.